# 알프레드 도멧
알프레드 도멧(Alfred Domett, 1811년 5월 20일~1887년 11월 2일)은 뉴질랜드의 4번째 총리이자 뉴질랜드의 유명한 시인 중 한 명이다. 도멧은 영국의 유명한 시인 로버트 브라우닝의 친구였다. 1842년 뉴질랜드 식민지로 이주한 이후 뉴질랜드에서 문학 활동을 이어가는 한편, 뉴질랜드에 도서관을 건립하기도 했다. 1871년 뉴질랜드 정치에서 은퇴한 뒤 영국으로 돌아갔으며, 1887년 영국에서 사망했다.

## 초기 생애
도멧(Domett)은 1811년 5월 20일 서리(Surrey) 케임버웰 그로브(Camberwell Grove)에서 태어난 것으로 알려져 있으며, 기록에 따르면 1812년 11월 4일 버먼지(Bermondsey)에서 세례를 받았다. 그는 선주였던 네이선리 도멧(Nathaniel Domett)의 여섯 번째 자녀이자 네 번째 아들이었다. 도멧은 세인트 존스 칼리지(St John's College), 케임브리지에 입학했지만 1833년에 대학을 떠났다.
1833년부터 1835년까지 도멧은 미국, 캐나다, 서인도제도를 여행했다. 1833년 겨울을 어퍼캐나다(Upper Canada)에서 보내면서 측량 및 토지 양도에 대한 경험을 쌓았다. 영국으로 돌아온 후, 그는 1835년 11월 7일 미들 템플(Middle Temple)에 등록했으며, 1841년 11월 19일 변호사 자격을 취득했다.

## 뉴질랜드 이주

### 이주
도멧(Domett)은 1842년 5월 1일, 187명의 정착민과 함께 서 찰스 포브스(Sir Charles Forbes) 호를 타고 뉴질랜드 넬슨(Nelson)으로 이주했으며, 그레이브젠드(Gravesend)를 출항한 후 8월 22일 넬슨에 도착했다. 그 다음 해, 도멧은 다리를 다치는 바람에 넬슨 개척지의 창립자인 아서 웨이크필드(Arthur Wakefield, 1799–1843) 선장과 동행하지 못했는데, 이는 어쩌면 그의 목숨을 구한 일이었다. 웨이크필드는 뉴질랜드 컴퍼니(New Zealand Company)의 주요 설계자였던 에드워드 기번 웨이크필드(Edward Gibbon Wakefield, 1796–1862)의 동생이었으며, 그는 지역 마오리(Māori)와 와이라우강(Wairau River) 근처에서 대립하던 중이었기 때문이다. 1843년 6월 17일, 웨이크필드와 21명의 정착민, 그리고 4명의 마오리가 와이라우 사건(Wairau Affray)에서 목숨을 잃었다.
이 사건 이후 도멧은 넬슨에서 공적인 인물로 부상했다. 당시 뉴질랜드 총독이었던 피츠로이(Fitzroy)는 사건을 조사한 뒤, 항복한 사람들을 죽인 마오리를 꾸짖어야 한다고 했지만, 실제 책임은 뉴질랜드 회사에 있다고 결론지었다. 이에 분노한 정착민들은 공청회를 열고 도멧에게 오클랜드(Auckland)로 가서 식민성 장관(Colonial Secretary)에게 그들의 입장을 전달해달라고 요청했다. 도멧은 장관에게 뉴질랜드 컴퍼니의 토지 소유권이 정당하며, 와이라우에서 살해된 유럽인(Pākehā, 파케하)들은 "야만적인 마오리들의 희생자"라고 주장했다. 그러나 장관은 와이탕이 조약(Treaty of Waitangi)에 따라 마오리 지도자 테 라우파라하(Te Rauparaha)가 해당 토지의 매각을 거부할 권리가 있다고 답했다. 이에 도멧은 조약을 비웃으며, 원주민들의 토지 소유권을 의심하고, “그들 스스로 이용할 수 없는 땅을 가질 권리가 있는가”라고 반문했다. 또한, 정착민들에게 힘을 모아 마오리들을 패배시킬 것을 제안했다.
도멧은 1856년 11월 3일, 웰링턴(Wellington) 출신의 미망인이자 교사였던 메리 조지(Mary George)와 결혼했다. 메리는 두 명의 아들, 존(Johnny) 조지와 제임스(James) 조지를 두고 있었다. 장남 존 조지는 식민군(Colonial Forces)에 합류했으며, 테 쿠티의 전쟁(Te Kooti’s War) 중 통가리로(Tongariro) 근처 테 포레레(Te Pōrere) 전투에서 전사했다. 도멧은 자신의 서사시 "라놀프와 아모히아(Ranolf and Amohia)"에서 의붓아들 존을 "어리고, 친절하며, 기사도적인 인물"로 묘사했다. 도멧과 메리는 앨프레드 넬슨(Alfred Nelson)이라는 아들을 두었다.

### 정치 참여
도멧은 뉴질랜드로 이주한 후 여러 중요한 행정직을 맡았다. 1848년에는 뉴 먼스터(New Munster) 지방의 식민성 장관(Colonial Secretary)으로 임명되었으며, 1851년에는 뉴질랜드 식민지의 총서기관(Secretary for the Colony)을 지냈다. 재임 기간 동안 그는 "투기적 대규모 토지 보유에 대한 입법적 규제"의 필요성을 강조했다.
1854년 2월, 도멧은 호크스베이(Hawke’s Bay) 지역의 아후리리(Ahuriri) 지역에서 국유지 위원(Commissioner of Crown Lands)과 치안판사(Resident Magistrate)로 임명되었다. 이 시기 그는 현재의 네이피어(Napier) 지역의 명명에 중요한 역할을 했다. 네이피어라는 지명은 1843년 인도 신드(Sindh) 정복을 이끌었던 영국 장군 찰스 제임스 네이피어(Charles James Napier, 1782–1853) 경의 이름을 따서 지어졌다. 또한 그는 영국령 인도의 역사에서 존경했던 인물들뿐만 아니라 여러 시인과 문학가들의 이름을 따서 네이피어의 거리 이름을 정했다.
1855년, 넬슨(Nelson) 지역 주민들은 도멧을 뉴질랜드 하원의원(House of Representatives)으로 선출했고, 1856년 9월 그는 넬슨 지역의 국유지 위원으로 임명되었다.[1]
이후 도멧은 1862년부터 1863년까지 뉴질랜드의 네 번째 총리를 역임했다.. 그는 1855년부터 1860년까지 넬슨 타운(Town of Nelson), 1860년부터 1866년까지 넬슨 시(City of Nelson) 선거구를 대표했으며, 1866년 은퇴했다. 당시 뉴질랜드 선거구는 복수의 의원을 선출했기 때문에 도멧은 같은 지역구에서 총리를 지낸 적이 있는 에드워드 스태퍼드(Edward Stafford)와 함께 활동했다. 그는 1866년 6월 19일부터 1874년 7월 3일까지 뉴질랜드 상원(Legislative Council) 의원으로 활동했으나, 이후 고향으로 돌아가면서 직위를 내려놓았다.
총리 재임 중 도멧은 1865년 뉴질랜드의 수도를 오클랜드에서 웰링턴으로 이전하는 데 중요한 역할을 했다. 1863년 11월, 그는 의회에서 "정부의 소재지를 보다 적절한 장소인 쿡 해협(Cook Strait) 지역으로 옮길 필요가 있다"는 결의안을 제출했고, 이는 통과되었다. 그러나 당시 총회의 도서관(1985년 이후 뉴질랜드 의회 도서관으로 공식 개칭)의 여러 참고 서적과 의회 자료들이 오클랜드에서 웰링턴으로 옮겨지는 과정에서 배가 난파되며 유실되었다.